# ميشائيل إنده
ميشائيل إنده (بالألمانية: Michael Ende) هو كاتب ألماني مختص بأدب الأطفال عاش في الفترة ما بين 12 تشرين الثاني/نوفمبر 1929 – 28 آب/أغسطس 1995.
اشتهر إنده بروايته الخيالية في عالم الفنتازيا بعنوان قصة بلا نهاية، والتي اختيرت كأكثر الكتب الألمانية شعبية بين قراء العالم وفق استفتاء أجراه معهد غوته سنة 2010.
ترجمت قصصه إلى أكثر من 40 لغة، وبيعت أكثر من 35 مليون نسخة منها.
من أشهر كتبه للقراء الصغار رواية مومو أو الحكاية الغريبة لصوص الزمن والطفل الذي أعاد الزمن المسروق. كانت هناك عدة طبعات باللغة العربية منشورة في مصر ولبنان وسوريا ويمكن العثور عليها في مكتبات معهد جوته . تم تسجيل هذه القصة أيضًا على أنها مسرحية إذاعية من قبل ممثلين سوريين وهي متاحة للاستماع على Soundcloud

## من مؤلفاته
- جيم كونيف ولوكا سائق القاطرة (1960).
- 1979 قدم أشهر رواياته قصة بلا نهاية.
- وصدرت اخر رواياته «ليرون لارم» بعد وفاته بأسبيع.

## اقرأ أيضاً
- أدب ألماني

## روابط خارجية
- ميشائيل إنده على موقع IMDb (الإنجليزية)
- ميشائيل إنده على موقع مونزينجر (الألمانية)
- ميشائيل إنده على موقع ألو سيني (الفرنسية)
- ميشائيل إنده على موقع ميوزك برينز (الإنجليزية)
- ميشائيل إنده على موقع أول موفي (الإنجليزية)
- ميشائيل إنده على موقع قاعدة بيانات الأفلام السويدية (السويدية)
- ميشائيل إنده على موقع ديسكوغز (الإنجليزية)
- ميشائيل إنده على موقع قاعدة بيانات الفيلم (الإنجليزية)